# Flughafen Aqtöbe

i8
i11
i13
Der Flughafen Aqtöbe (kasachisch: Ақтөбе халықаралық әуежайы, russisch: Международный аэропорт Актобе) (IATA-Code: AKX, ICAO-Code: UATT) ist ein Flughafen, der die Stadt Aqtöbe in Kasachstan bedient.

## Fluggesellschaften und Ziele
Den Flughafen Aqtöbe fliegen derzeit drei Fluggesellschaften an. Air Astana fliegt von Aqtöbe aus in die kasachische Hauptstadt Astana und nach Almaty. SCAT bietet Verbindungen nach Aqtau, Atyrau, Astana und nach Moskau an. RusLine fliegt von Aqtöbe aus ebenfalls nach Moskau. 
Bis zum 26. Oktober 2015 flog die russische Transaero dreimal wöchentlich von Wnukowo nach Aqtöbe. Nach deren Insolvenz wurde die Strecke von Aeroflot übernommen und auf den Flughafen Scheremetjewo geändert.